# 서울신탁은행 축구단
서울신탁은행 축구단은 서울신탁은행에서 운영했던 축구단이다.

## 역사
모체는 1969년 3월 창단한 한국신탁은행 축구단과 1969년 8월 창단한 서울은행 축구단으로 실업축구 (현 내셔널리그)에서 활동하였다. 1976년 8월 한국신탁은행과 서울은행이 합병되어 서울신탁은행으로 출범 하면서 두 은행의 축구단 역시 합병되어 서울신탁은행 축구단으로 통합 발족하였으며 그 후 1994년 해체되었다.
한편 1995년 서울신탁은행은 다시 서울은행으로 개명을 하였는데 이 때는 축구단을 보유하지 않았다.

### 존속 기간
- 한국신탁은행 축구단: 1969년 3월 - 1976년 8월
- 서울은행 축구단: 1969년 8월 - 1976년 8월
- 서울신탁은행 축구단: 1976년 8월 - 1994년 5월

## 유명 선수
- 박병주
- 허승표
- 한문배
- 차범근
- 박종수